# New Brighton (Pennsilvània)
New Brighton és una població dels Estats Units a l'estat de Pennsilvània. Segons el cens del 2000 tenia 6.641 habitants.

## Demografia
Segons el cens del 2000, New Brighton tenia 6.641 habitants, 2.740 habitatges, i 1.715 famílies. La densitat de població era de 2.489,4 habitants/km².
Dels 2.740 habitatges en un 32,4% hi vivien nens de menys de 18 anys, en un 39,6% hi vivien parelles casades, en un 18,4% dones solteres, i en un 37,4% no eren unitats familiars. En el 32,3% dels habitatges hi vivien persones soles el 13,9% de les quals corresponia a persones de 65 anys o més que vivien soles. El nombre mitjà de persones vivint en cada habitatge era de 2,37 i el nombre mitjà de persones que vivien en cada família era de 2,99.
Per edats la població es repartia de la següent manera: un 25,9% tenia menys de 18 anys, un 9,3% entre 18 i 24, un 29,2% entre 25 i 44, un 20,9% de 45 a 60 i un 14,7% 65 anys o més.
L'edat mediana era de 36 anys. Per cada 100 dones de 18 o més anys hi havia 79,7 homes.
La renda mediana per habitatge era de 25.932 $ i la renda mediana per família de 31.538 $. Els homes tenien una renda mediana de 27.297 $ mentre que les dones 21.618 $. La renda per capita de la població era de 13.475 $. Entorn del 15,3% de les famílies i el 16,6% de la població estaven per davall del llindar de pobresa.

## Poblacions més properes
El següent diagrama mostra les poblacions més properes.